# Helina basilaris
Helina basilaris är en tvåvingeart som beskrevs av Carvalho och Adrian C. Pont 1993. Helina basilaris ingår i släktet Helina och familjen husflugor. Inga underarter finns listade i Catalogue of Life.